# Feistritzbach (Görtschitz)
Der Feistritzbach (auch Hochfeistritzbach) ist ein Bach in Mittelkärnten in der Gemeinde Eberstein. 
Er entspringt auf der Saualpe, nahe dem Breitriegel, etwa 2 ½ Kilometer östlich der Kirche Hochfeistritz, auf einer Höhe von 1490 m. Bei Hochfeistritz nimmt der Bach von links den Rüggenbach auf, der bis dorthin ein deutlich größeres Einzugsgebiet aufweist. Knapp einen Kilometer vor dem Austritt in den Talboden des Görtschitztals fließt von rechts der Mirnigbach zu. Über den Großteil seines Laufs hinweg bildet der Feistritzbach eine Katastralgemeindegrenze, zunächst zwischen den Katastralgemeindegrenzen Hochfeistritz und Rüggen, dann zwischen den Katastralgemeinden Hochfeistritz und Kaltenberg. 